# Division Élite 2017
La Division Élite 2017 è la 36ª edizione del campionato di football americano di primo livello, organizzato dalla FFFA.

## Squadre partecipanti
| Club                            | Città               | Stadio | Sponsor ufficiale | Risultato nella stagione 2016 |
| ------------------------------- | ------------------- | ------ | ----------------- | ----------------------------- |
| Argonautes d'Aix-en-Provence    | Aix-en-Provence     |        |                   |                               |
| Black Panthers de Thonon        | Thonon-les-Bains    |        |                   |                               |
| Cougars de Saint-Ouen-l'Aumône  | Saint-Ouen-l'Aumône |        |                   |                               |
| Dauphins de Nice                | Nizza               |        |                   |                               |
| Falcons de Bron-Villeurbanne    | Bron                |        |                   |                               |
| Flash de La Courneuve           | La Courneuve        |        |                   |                               |
| Gladiateurs de la Queue-en-Brie | La Queue-en-Brie    |        |                   |                               |
| Léopards de Rouen               | Rouen               |        |                   |                               |

## Stagione regolare

### Calendario

#### 1ª giornata
| Aix-en-Provence 4 febbraio 2017, ore 19:00 | Argonautes d'Aix-en-Provence | 27 – 21 (7-7 14-0 6-14 0-0) | Black Panthers de Thonon | Stade Georges-Carcassonne |

| Saint-Ouen-l'Aumône 5 febbraio 2017, ore 14:00 | Cougars de Saint-Ouen-l'Aumône | 14 – 21 (0-7 0-7 14-7 0-0) | Flash de La Courneuve | Stade Escutary |

| Rouen 5 febbraio 2017, ore 14:00 | Léopards de Rouen | 21 – 7 (7-0 7-7 0-0 7-0) | Gladiateurs de la Queue-en-Brie |  |

#### Recuperi 1
| Nizza 11 febbraio 2017, ore 19:00 | Dauphins de Nice | 35 – 18 (7-6 7-6 14-6 7-0) | Falcons de Bron-Villeurbanne | Stade des Arboras |

#### 2ª giornata
| Bron 18 febbraio 2017, ore 18:00 | Falcons de Bron-Villeurbanne | 20 – 48 (20-14 0-20 0-14 0-0) | Black Panthers de Thonon | Stade Pierre Duboeuf |

| Nizza 18 febbraio 2017, ore 19:00 | Dauphins de Nice | 23 – 35 (0-0 3-14 14-7 6-14) | Argonautes d'Aix-en-Provence | Stade des Arboras |

| Saint-Ouen-l'Aumône 19 febbraio 2017, ore 14:00 | Cougars de Saint-Ouen-l'Aumône | 21 – 19 (0-6 15-10 0-3 6-0) | Léopards de Rouen | Stade Escutary |

| La Queue-en-Brie 19 febbraio 2017, ore 14:00 | Gladiateurs de la Queue-en-Brie | 12 – 34 (6-13 6-8 0-6 0-7) | Flash de La Courneuve | Stade Robert-Barran |

#### 3ª giornata
| La Courneuve 4 marzo 2017, ore 19:00 | Flash de La Courneuve | 14 – 13 (0-13 0-0 7-0 7-0) | Dauphins de Nice | Stade Géo André |

| Aix-en-Provence 4 marzo 2017, ore 19:00 | Argonautes d'Aix-en-Provence | 13 – 24 (7-6 6-18 0-0 0-0) | Cougars de Saint-Ouen-l'Aumône |  |

| Thonon-les-Bains 4 marzo 2017, ore 19:00 | Black Panthers de Thonon | 54 – 12 (13-6 14-6 20-0 7-0) | Gladiateurs de la Queue-en-Brie | Stade Joseph-Moynat |

| Bron 5 marzo 2017, ore 14:00 | Falcons de Bron-Villeurbanne | 18 – 20 (0-0 6-20 6-0 6-0) | Léopards de Rouen | Stade Pierre Duboeuf |

#### 4ª giornata
| 11 marzo 2017, ore 19:00 | Flash de La Courneuve | 34 – 13 (0-7 6-6 15-0 13-0) | Léopards de Rouen |  |

| 11 marzo 2017, ore 19:00 | Black Panthers de Thonon | 47 – 7 (7-7 20-0 13-0 7-0) | Dauphins de Nice |  |

| 11 marzo 2017, ore 19:00 | Argonautes d'Aix-en-Provence | 9 – 21 (7-0 0-14 2-0 0-7) | Falcons de Bron-Villeurbanne |  |

| 12 marzo 2017, ore 14:00 | Cougars de Saint-Ouen-l'Aumône | 22 – 28 (0-8 0-12 7-0 15-8) | Gladiateurs de la Queue-en-Brie |  |

#### 5ª giornata
| Nizza 25 marzo 2017, ore 19:00 | Dauphins de Nice | 21 – 27 | Léopards de Rouen | Stade des Arboras |

| La Courneuve 25 marzo 2017, ore 19:00 | Flash de La Courneuve | 27 – 14 | Falcons de Bron-Villeurbanne | Stade Géo André |

| La Queue-en-Brie 26 marzo 2017, ore 14:00 | Gladiateurs de la Queue-en-Brie | 8 – 33 | Argonautes d'Aix-en-Provence | Stade Robert Barran |

| Saint-Ouen-l'Aumône 26 marzo 2017, ore 14:00 | Cougars de Saint-Ouen-l'Aumône | 21 – 52 | Black Panthers de Thonon | Stade Escutary |

#### 6ª giornata
| La Courneuve 1º aprile 2017, ore 19:00 | Flash de La Courneuve | 28 – 0 (7-0 7-0 14-0 0-0) | Gladiateurs de la Queue-en-Brie | Stade Géo André |

| Thonon-les-Bains 1º aprile 2017, ore 19:00 | Black Panthers de Thonon | 37 – 0 (14-0 16-0 7-0 0-0) | Falcons de Bron-Villeurbanne | Stade Joseph-Moynat |

| Rouen 2 aprile 2017, ore 14:00 | Léopards de Rouen | 60 – 32 (14-7 20-14 8-13 20-28) | Cougars de Saint-Ouen-l'Aumône | Terrain Lemire 2 |

#### 7ª giornata
| Aix-en-Provence 15 aprile 2017, ore 19:00 | Argonautes d'Aix-en-Provence | 38 – 31 | Flash de La Courneuve |  |

| Saint-Ouen-l'Aumône 16 aprile 2017, ore 13:00 | Cougars de Saint-Ouen-l'Aumône | 36 – 18 | Dauphins de Nice | Stade Escutary |

| La Queue-en-Brie 16 aprile 2017, ore 14:00 | Gladiateurs de la Queue-en-Brie | 7 – 17 | Falcons de Bron-Villeurbanne | Stade Robert Barran |

| Rouen 16 aprile 2017, ore 14:00 | Léopards de Rouen | 30 – 55 | Black Panthers de Thonon |  |

#### 8ª giornata
| Thonon-les-Bains 29 aprile 2017, ore 19:00 | Black Panthers de Thonon | 28 – 7 | Argonautes d'Aix-en-Provence | Stade Joseph-Moynat |

| La Queue-en-Brie 30 aprile 2017, ore 14:00 | Gladiateurs de la Queue-en-Brie | 6 – 52 | Cougars de Saint-Ouen-l'Aumône | Stade Robert Barran |

| Rouen 30 aprile 2017, ore 14:00 | Léopards de Rouen | 0 – 41 | Flash de La Courneuve |  |

| Bron 30 aprile 2017, ore 14:00 | Falcons de Bron-Villeurbanne | 18 – 23 | Dauphins de Nice | Stade Pierre Dubeuf |

#### 9ª giornata
| Thonon-les-Bains 13 maggio 2017, ore 19:00 | Black Panthers de Thonon | 21 – 35 (0-14 14-14 0-7 7-0) | Flash de La Courneuve | Stade Joseph-Moynat |

| Nizza 13 maggio 2017, ore 19:00 | Dauphins de Nice | 34 – 12 (0-6 7-0 0-6 27-0) | Gladiateurs de la Queue-en-Brie | Stade des Arboras |

| Bron 14 maggio 2017, ore 14:00 | Falcons de Bron-Villeurbanne | 50 – 41 (6-6 28-14 0-14 16-7) | Cougars de Saint-Ouen-l'Aumône | Stade Pierre Dubeuf |

| Rouen 14 maggio 2017, ore 14:00 | Léopards de Rouen | 29 – 21 (7-0 6-7 0-7 16-7) | Argonautes d'Aix-en-Provence |  |

#### Recuperi 2
| Aix-en-Provence 20 maggio 2017 | Argonautes d'Aix-en-Provence | 28 – 10 | Dauphins de Nice | Stade Georges Carcassonne |

#### 10ª giornata
| La Courneuve 27 maggio 2017, ore 19:00 | Flash de La Courneuve | 31 – 6 | Cougars de Saint-Ouen-l'Aumône | Stade Géo Andrè |

| Nizza 27 maggio 2017, ore 19:00 | Dauphins de Nice | 2 – 54 | Black Panthers de Thonon | Stade des Arboras |

| La Queue-en-Brie 28 maggio 2017, ore 14:00 | Gladiateurs de la Queue-en-Brie | 7 – 53 | Léopards de Rouen | Stade Robert Barran |

| Saint-Étienne 28 maggio 2017, ore 14:00 | Falcons de Bron-Villeurbanne | 40 – 39 | Argonautes d'Aix-en-Provence |  |

### Classifica
La classifica della regular season è la seguente:
- PCT = percentuale di vittorie, G = partite giocate, V = partite vinte,  P = partite perse, PF = punti fatti, PS = punti subiti

| Pos. | Squadra                         | PCT  | G  | V | N | P | PF  | PS  |
| ---- | ------------------------------- | ---- | -- | - | - | - | --- | --- |
| 1    | Flash de La Courneuve           | .900 | 10 | 9 | 0 | 1 | 296 | 131 |
| 2    | Black Panthers de Thonon        | .800 | 10 | 8 | 0 | 2 | 417 | 161 |
| 3    | Cougars de Saint-Ouen-l'Aumône  | .500 | 10 | 5 | 0 | 5 | 299 | 298 |
| 4    | Léopards de Rouen               | .500 | 10 | 5 | 0 | 5 | 272 | 287 |
| 5    | Argonautes d'Aix-en-Provence    | .500 | 10 | 5 | 0 | 5 | 235 | 227 |
| 6    | Falcons de Bron-Villeurbanne    | .400 | 10 | 4 | 0 | 6 | 216 | 286 |
| 7    | Dauphins de Nice                | .300 | 10 | 3 | 0 | 7 | 186 | 289 |
| 8    | Gladiateurs de la Queue-en-Brie | .100 | 10 | 1 | 0 | 9 | 91  | 333 |

## Playoff

### Tabellone
|  | Semifinali | Semifinali                     | Semifinali |                          |    | XXIII Casque de Diamant | XXIII Casque de Diamant | XXIII Casque de Diamant |  |
|  |            |                                |            |                          |    |                         |                         |                         |  |
|  | 1          | Flash de La Courneuve          | 40         |                          |    |                         |                         |                         |  |
|  | 1          | Flash de La Courneuve          | 40         |                          |    |                         |                         |                         |  |
|  | 4          | Léopards de Rouen              | 16         |                          |    |                         |                         |                         |  |
|  | 4          | Léopards de Rouen              | 16         |                          | 1  | Flash de La Courneuve   | 44                      |                         |  |
|  |            |                                |            |                          | 1  | Flash de La Courneuve   | 44                      |                         |  |
|  |            |                                | 2          | Black Panthers de Thonon | 40 |                         |                         |                         |  |
|  | 3          | Cougars de Saint-Ouen-l'Aumône | 2          | Black Panthers de Thonon | 40 | 22                      |                         |                         |  |
|  | 3          | Cougars de Saint-Ouen-l'Aumône |            |                          |    |                         |                         |                         |  |
|  | 2          | Black Panthers de Thonon       | 34         |                          |    |                         |                         |                         |  |

### Semifinali
| La Courneuve 10 giugno 2017, ore 19:00 | Flash de La Courneuve | 40 – 16 | Léopards de Rouen | Stade Géo Andrè |

| Thonon-les-Bains 17 giugno 2017, ore 19:00 | Black Panthers de Thonon | 34 – 22 | Cougars de Saint-Ouen-l'Aumône | Stade Joseph-Moynat |

### XXIII Casque de Diamant
| Fos-sur-Mer 24 giugno 2017 | Flash de La Courneuve | 44 – 40 | Black Panthers de Thonon | Stadio Parsemain |

## Verdetti
- Flash de La Courneuve Campioni della Francia 2017 (10º titolo)
- Dauphins de Nice e  Gladiateurs de la Queue-en-Brie retrocessi in Division 2
- Molosses d'Asnières e  Blue Stars de Marseille promossi dalla Division 2